# عين الخدود
عين الخدود هي واحدة من أكبر عيون الأحساء في المنطقة الشرقية للملكة العربية السعودية، وتعتبر مصدر مهم للمياه في الواحة الشرقية وبالأخص واحة الأحساء، ويقدر تدفقها عام 1994م ب20.000 غالون في الدقيقة، ويزيد عرض مجراها على 20 مترًا، بينما في الوقت الراهن يتم تجميع المياه في عين الخدود من خلال أنابيب ممتدة من بئر يبعد 300 م عن العين، ويقدر تدفقه ب5 م3 في الدقيقة في قناة السليسل.

## موقع
تنتشر عيون الأحساء الرئيسية على طول الحافة الشرقية الغربية لواحة الأحساء من مدينة الهفوف جنوبًا إلى بلدة المطير شمالًا والتي يمكن تقسيمها إلى أربع مجموعات رئيسية، وتقع عين الخدود ضمن المجموعة الأولى من العيون التي تنتشر في المنطقة الواقعة بين مدينة الهفوف إلى بلدة بني معن والتي يبلغ عددها حوالي 21 عينًا، وعين الخدود من أهم هذه المجموعة، وهي على بعد 5 كم تقريبًا من جبل القارة الذي يعد من أشهر المعالم الجيولوجية بمنطقة الأحساء عام 1978. بعد إقامة مشروع الري والصرف تم تحويل بعض هذه العيون إلى مسابح، وتم تجهيزها بتقنيات تساعد هذه العيون على إمداد قنوات الري بالمياه بعد أن تراجعت مستويات تدفقها.

## أنهار قريبة من عين الخدود
بالقرب من عيني الخدود والحقل توجد أكثر من خمسة وأربعين عينًا صغيرة هي:
| - عين الحويرة. - عين شبيب. - عين بو هلال. - عين السواقط. - عين أم سريويل والمعروفة الآن باسم (عين جديد). - عين أم سيف. - عين فريحة. - عين التعاضيد. - عين غصيبة والمعروفة الآن باسم عين راسبية. - عين العظيمي. - عين الكساوي. - عين الحميدي. - عين العماير والمعروفة الآن باسم عين عمارة. - عين الصباحية. - عين المحاريج. - عين مغيصيب. - عين الصباخ. - عين أبي مدلى. - عين بسيتينات. - عين برابر. - عين اللويمي. - عين الثعالب. | - عين مانع. - عين قطوة. - عين أم الليف. - عين بهجة. - عين الجابرية. - عين الزعابلة. - عين ام خنور. - عين الشميطية. - عين ام الخيس. - عين النصيرية. - عين الجزاري. - عين أم جمل. - عين القويعيات. - عين المنسفية. - الخثعمية. - عين أبو لوزة. - عين الهملة. - عين البطيني. - عين الجنوبية. - عين البدع. - عين الظليمي. - المخولية. |